# Cóccix

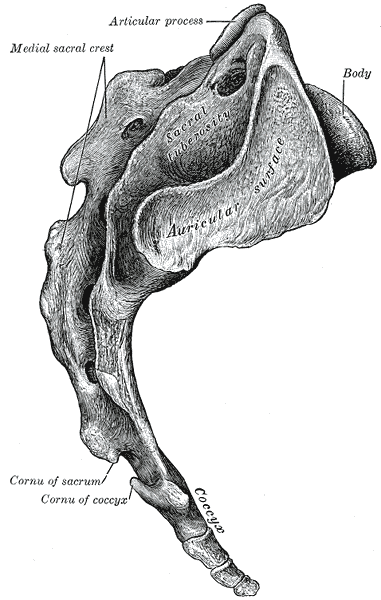
Anatomia cóccix (vista lateral)

O cóccix (pronuncia-se "cók-sis") é um pequeno osso da parte inferior da coluna vertebral restante do que antes se integrava a cauda. É constituído por quatro vértebras coccígeas, soldadas entre si, sendo as inferiores progressivamente menores. A vértebra superior apresenta uma faceta elíptica que se articula com o sacro. Atrás desta localizam-se duas saliências verticais denominadas pequenos cornos do cóccix. De cada lado encontram-se dois prolongamentos transversais denominados grandes cornos do cóccix.
O cóccix articula-se com o sacro através dos seguintes ligamentos:
- O ligamento interósseo é uma fibrocartilagem localizada entre as respectivas superfícies articulares.
- O ligamento sacro-coccígeo posterior une a extremidade inferior da crista sagra às faces posteriores das 2ª ou 3ª vértebras coccígeas
- Os ligamentos sacro-coccígeos laterais são constituídos por dois feixes, um medial unindo o sacro aos pequenos cornos do cóccix, e outro lateral unindo o sacro aos grandes cornos do cóccix.